# Dífil (metge)
Dífil (grec antic: Δίφιλος, llatí: Diphilus) va ser un metge de Sifnos, una de les illes Cíclades, contemporani de Lisímac, rei de Tràcia de final del segle iv aC i començament del segle iii aC. Va escriure una obra intitulada Περὶ τῶν Προσφερομένων τοῖς Νοσοῦσι καὶ τοῖς ὑγιαίνουσι ('Sobre la dieta per persones amb bona i mala salut'), esmentada per Ateneu, de la qual només resten els fragments que cita.